# Eliseu Maria Coroli
Eliseu Maria Coroli B (* 9. Februar 1900 in Castelnuovo di Val Tidone (Gemeinde Borgonovo Val Tidone), Provinz Piacenza, Italien; † 29. Juli 1982) war ein italienischer Ordensgeistlicher und römisch-katholischer Prälat von Guamá.

## Leben
Eliseu Maria Coroli trat der Ordensgemeinschaft der Barnabiten bei und empfing am 15. März 1924 das Sakrament der Priesterweihe.
Am 10. August 1940 ernannte ihn Papst Pius XII. zum Titularbischof von Zama Major und zum ersten Prälaten von Guamá. Der Apostolische Nuntius in Brasilien, Erzbischof Benedetto Aloisi Masella, spendete ihm am 13. Oktober desselben Jahres die Bischofsweihe; Mitkonsekratoren waren der Weihbischof in Campinas, Joaquim Mamede da Silva Leite, und der emeritierte Bischof von Botucatu, Carlos Duarte Costa.
Am 5. Februar 1977 nahm Papst Paul VI. das von Eliseu Maria Coroli vorgebrachte Rücktrittsgesuch an.
Eliseu Maria Coroli nahm an allen vier Sitzungsperioden des Zweiten Vatikanischen Konzils teil.
1988 wurde die neu gegründete Stadt Dom Eliseu im Bundesstaat Pará nach ihm benannt.
1996 wurde für ihn der Seligsprechungsprozess eröffnet.